# Yvonne Serruys
Yvonne Serruys, geboren als Yvonne Jeanne Pauline Joséphine Marie Serruys (* 26. März 1873 in Menen, Belgien; † 1. Mai 1953 in Paris), auch Yvonne Mille-Serruys, war eine belgisch-französische Bildhauerin, Malerin, Modelleurin, Glaskünstlerin und Autorin.

## Leben

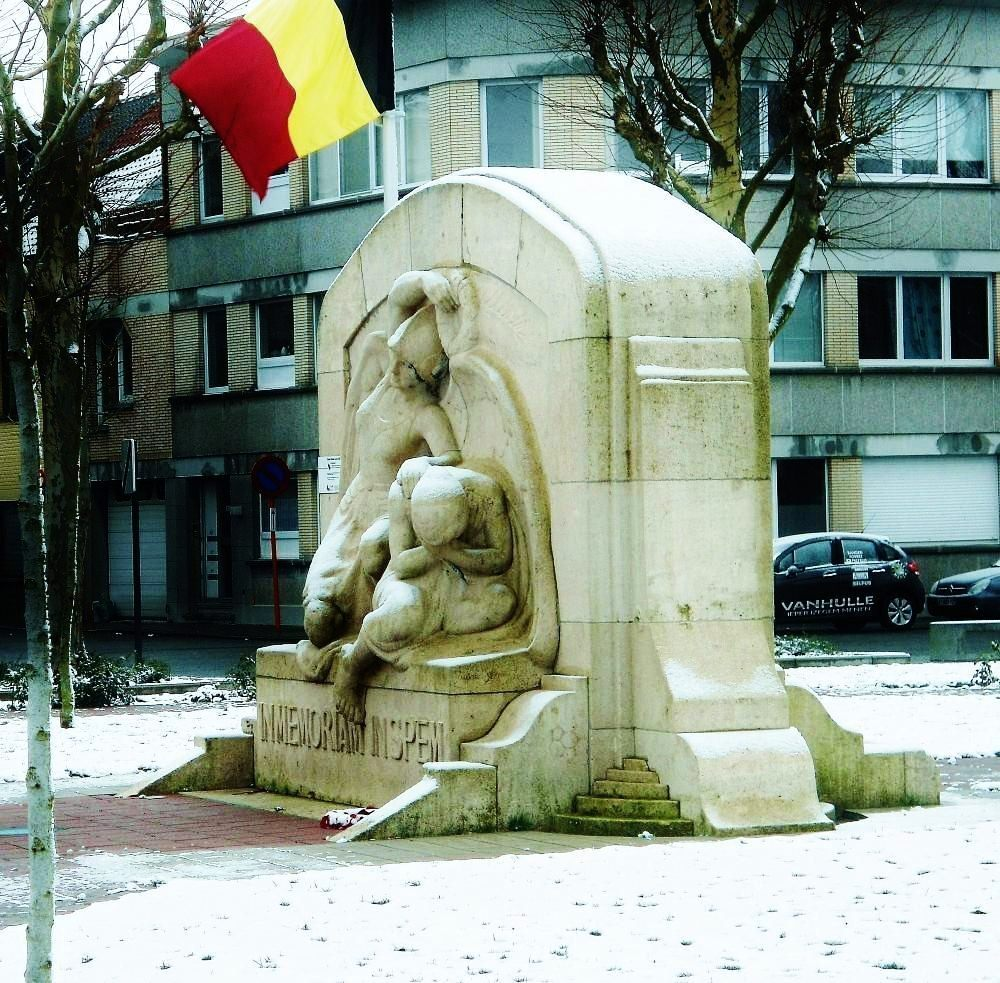
Yvonne Serruys: Kriegsdenkmal für die Gefallenen des Ersten Weltkriegs, Menen, 1921. Foto: Paul Gosselin, 2013.

Serruys wuchs mit ihren fünf Geschwistern in einer französischsprachigen, katholischen Familie auf. Ihr Vater war Angestellter in der Textilindustrie. Sie absolvierte das Kloster-Lyzeum in Kortrijk. Ihren ersten Zeichen- und Malunterricht erhielt sie bei dem Luministen Emile Claus, der seit 1886 in der Villa Zonneschijn in Astene viele Künstlerkollegen und Schüler empfing. Zwischen 1892 und 1894 war sie Schülerin des Neoimpressionisten Georges Lemmen, der in Brüssel zusammen mit Paul Du Bois ein Mädchenatelier unterhielt und unter anderem 1894 Yvonne Serruys jüngere Schwestern porträtierte.
Um 1895/1896 kehrte Serruys zu Emile Claus zurück. Sie reiste nach Italien und Griechenland, vermutlich zusammen mit ihrem Bruder Daniel, der in Rom die französische Schule besuchte und 1897 nach Paris zog, wohin ihn Yvonne Serruys begleitete. 1898 hatte sie in Paris ihre erste Einzelausstellung in der Galerie Barbazanges. Obwohl sie mit ihren Bildern Erfolg hatte, beschloss sie, ermutigt von Louis Vauxcelles, Bildhauerin zu werden. Ab 1898 nahm sie Unterricht bei Égide Rombaux, in dessen Atelier in Schaarbeek, und hielt sich regelmäßig in Bray-Dunes und Paris auf. Von 1903 bis 1945 war sie – zeitweise als Präsidentin und Jurymitglied – am Société du Salon d’Automne beteiligt. Ab 1905 stellte sie nur noch dreidimensionale Werke aus. Von 1904 bis 1912 arbeitete und wohnte sie in Paris im Atelierkomplex in der Rue de Bagneux.
1909 heiratete Yvonne Serruys den französischen Schriftsteller und Journalisten Pierre Mille (1864–1941), wodurch sie die französische Staatsbürgerschaft erwarb. Das Ehepaar war befreundet mit prominenten Künstlern, Schriftstellern und Politikern und unterhielt bis 1940 einen viel besuchten Salon. Yvonne Serruys war Teil der progressiven intellektuellen, künstlerischen und feministischen Kreise in Paris. Sie besuchte einschlägige Salons, unter anderem den der damals mutigen Schriftstellerin Natalie Clifford Barney. In der Zwischenkriegszeit publizierte Yvonne Serruys mehrere Fachartikel über zeitgenössische Maler, Grafikdesigner und Fotografen. 1941 starben ihr Mann und ihre Mutter.

## Werk

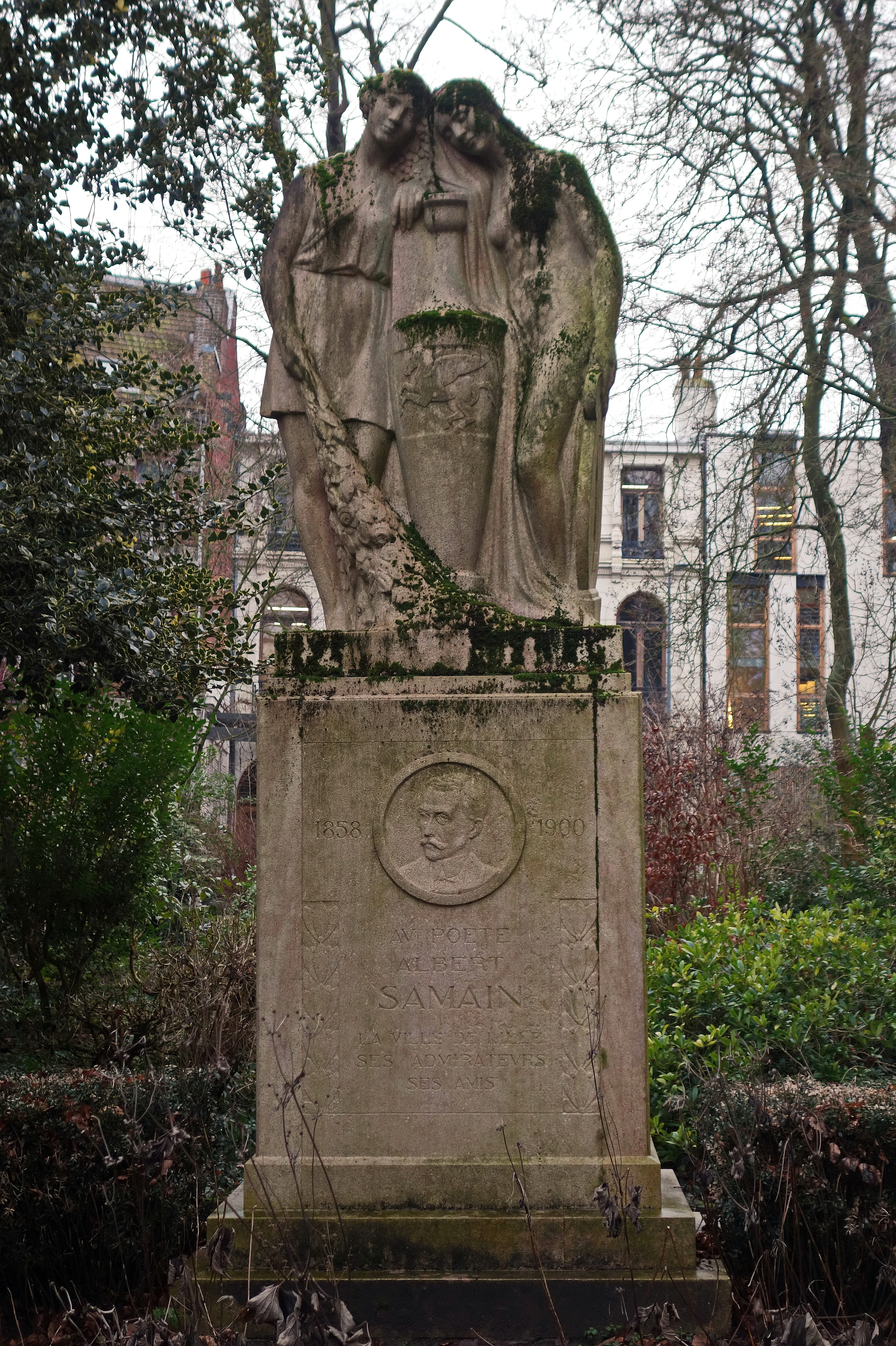
Yvonne Serruys: Albert Samain im Jardin Vauban in Lille, 1928

Das Œuvre von Serruys umfasst etwa 50 neoimpressionistische Gemälde (Landschaften, Interieurs, Genre, Porträts), ungefähr 250 bildhauerische Arbeiten und über 300 Modelle für Objekte in geblasenem Glas und Pâte-de-verre. Letztere fertigte sie zwischen 1905 und 1910 in Kooperation mit dem Glasmanufakturisten Georges Despret in Jeumont. Darunter sind farbintensive Vasen, Schalen und Figuren im floralen und geometrischen Jugendstil. Als Bildhauerin realisierte Yvonne Serruys eine große Anzahl von Arbeiten im öffentlichen Raum sowie in öffentlichen und privaten Gebäuden, unter anderem in Belgien, Tunesien und Frankreich. Von Familienmitgliedern, Künstlerkollegen und prominenten Zeitgenossen wie Jean Cocteau, der Sängerin Povla Frijsh, dem Chirurgen Serge Voronoff und dem Künstlerkollegen Yun Gee schuf sie Porträts in Bronze, Marmor und Gips.
Ihren künstlerischen Nachlass vermachte sie ihrer Geburtsstadt. 1999 wurde dieser Nachlass in das neu eröffnete Stadsmuseum ’t Schippershof (dt. Stadtmuseum) überführt.

### Werke in Museen
- Musée des Années Trente, Boulogne-Billancourt
- Musée d’Ixelles, Brüssel
- Glasmuseum Hentrich im Museum Kunstpalast, Düsseldorf
- Museo Sorolla, Madrid,
- Stadsmuseum ’t Schippershof, Menen
- Musée des arts et métiers, Paris
- Musée Léon Dierx, Saint-Denis de la Réunion

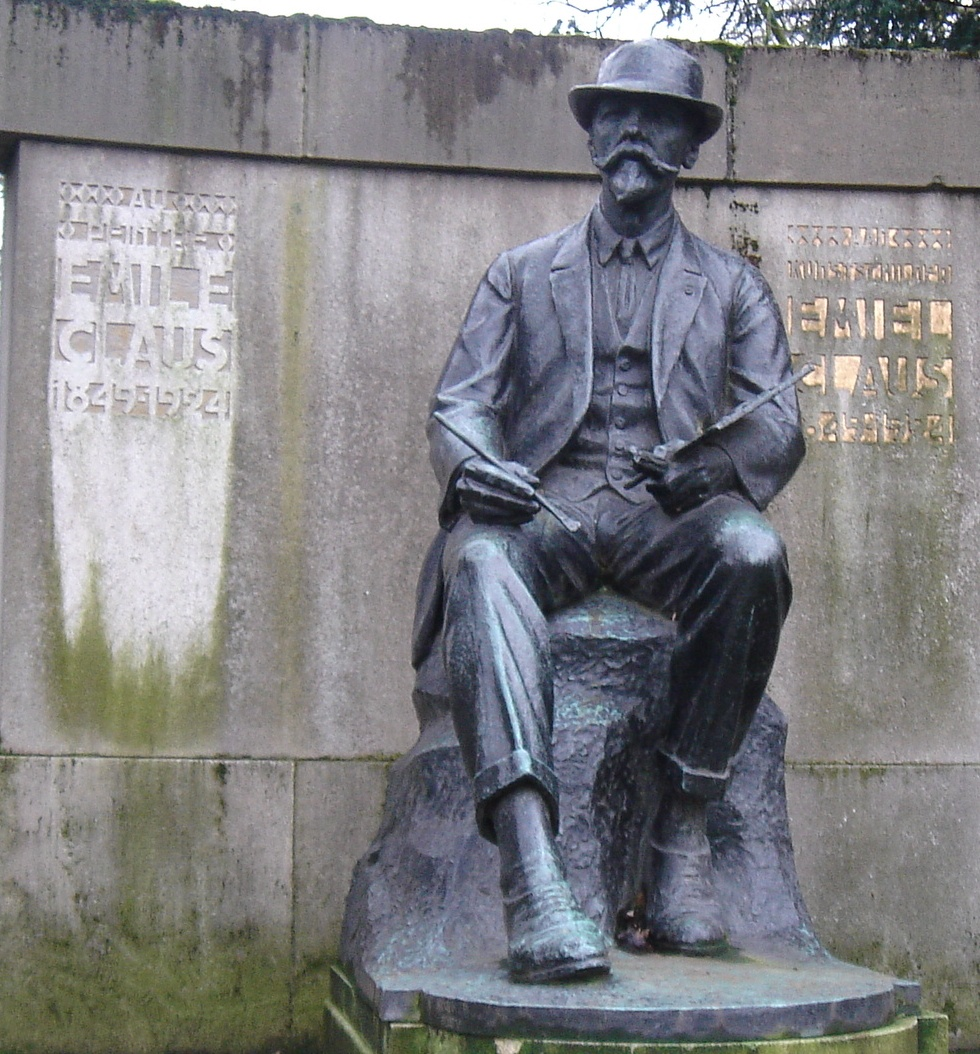
Yvonne Serruys: Émile Claus im Citadelpark in Gent, 1926

### Werke im öffentlichen Raum
- Gent, Citadelpark: Émile Claus, 1926
- Lille, Jardin Vauban: Albert Samain, 1928–1931
- Menen, Vander Merschplein: Kriegsdenkmal, 1921
- Paris, Rue d’Ulm: Les Baigneuses, 1910
- Paris, Rue Louis Blanc: Faune aux enfants, 1912
- Sfax, Tunesien, Square Bourde: Paul Bourde, 1930
- Tunis, Paul Cambon, 1929